# Twentieth Anniversary Macintosh

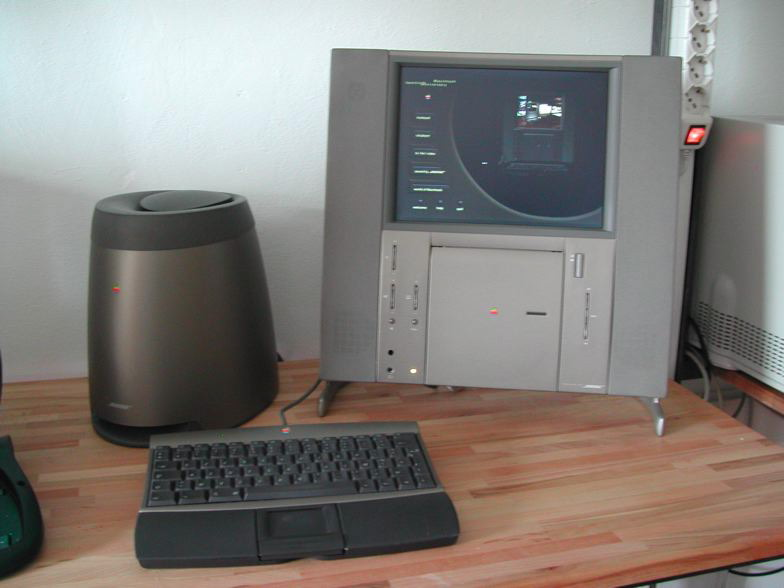
Twentieth Anniversary Macintosh

Der Twentieth Anniversary Macintosh wurde als Sondermodell zum 20. Firmenjubiläum des kalifornischen Computer-Herstellers Apple im Jahre 1997 produziert. Er wurde ein ganzes Jahr lang in einer begrenzten Auflage hergestellt. Der Preis fiel innerhalb des Produktionszeitraumes von anfangs 10.000 US-Dollar bis zu seiner Einstellung im März 1998 auf 1.999 US-Dollar.
Die Hauptplatine ähnelte der des PowerMac 5500 und hatte mit dem PowerPC 603ev denselben Prozessor, der mit 250 MHz getaktet wurde.
Er verfügte über einen eingebauten 12,1″-Aktivmatrix-Flüssigkristallbildschirm sowie ein von Bose entwickeltes Klangsystem mit integrierten Lautsprechern und einem separaten Tieftöner. Außerdem besaß er einen integrierten TV-Tuner sowie einen S-Video-Eingang und enthielt noch ein 33,6-kbps-GeoPort-Modem.
Zum Lieferumfang gehörte eine Kompakttastatur mit abnehmbarem Touchpad, aber keine Maus. Für den TV-Tuner, die Tonausgabe und die Steuerung von Audio-CDs lag eine Fernbedienung bei. Das Zubehör umfasste außerdem eine CD-Hülle aus Leder sowie einen Kugelschreiber und einen Füllfederhalter im Lederetui.